# ولسوالی اندخوی
ترکمنی
ولسوالی اندخوی یکی از ۱۴ ولسوالی‌‌‌‌ ولایت فاریاب، به مرکزیت شهر اندخوی در شمال غربی افغانستان است. اندخوی از ولسوالی‌های درجه دوم ولایت فاریاب بوده، پهناوری آن ۳۸۱ کیلومتر مربع است و با ۴۷٬۸۵۷ نفر جمعیت در سال ۱۳۹۹، دوازدهمین ولسوالی پر جمعیت‌ ولایت فاریاب می‌باشد.
ولسوالی اندخوی از شمال با ولسوالی خان چارباغ، از شرق با ولایت جوزجان، از شمال شرق با ولسوالی قرغان، از جنوب شرق با ولسوالی قرم‌قل و از جنوب با ولسوالی دولت آباد محدود می‌باشد.

## وضعیت معارف در اندخوی
در ولسوالی اندخوی ۴۱ مکتب موجود است که ۱۶ مکتب برای دختران و ۲۵ مکتب برای پسران است، که تعداد ۷ آن لیسه است، ۲۳ مکتب دارای ساختمان رهایشی و بقیه فاقد ساختمان رهایشی اند، تعداد معلمان ۸۶۴ تن است که ۶۵۸ تن مرد و  ۲۰۶ تن زن است. در این ولسوالی ۳۵٬۶۴۳ تن متعلم وجود دارد که ۲۵٬۱۵۳ آن‌ها پسر و ۱۰٬۴۹۰ تن آن‌ها دختر است.

## منبع‌ها
1. ↑  «برآورد نفوس کشور:١٣٩٩» (PDF). اداراه احصائیه مرکزی افغانستان. ٢٨ می ٢٠٢٠. بایگانی‌شده از اصلی (PDF) در ۳ ژوئیه ۲۰۲۰. دریافت‌شده در ٢٨ می ٢٠٢١.
2. ↑  «جمعیت‌شناسی و جمعیت ولایت فاریاب» (PDF). هیئت معاونیت ملل متحد در افغانستان و سالنامهٔ آماری افغانستان، سال ۲۰۰۶ میلادی. وزارت احیا و انکشاف دهات افغانستان. دریافت‌شده در ۱۲-۱۲-۱۳۹۰. تاریخ وارد شده در |تاریخ بازدید= را بررسی کنید (کمک)
3. ↑  جغرافیای عمومی فاریاب، تالیف: محمد کاظم امینی، چاپ: سنبلهٔ ۱۳۸۷